# ترنيمة معبد كش

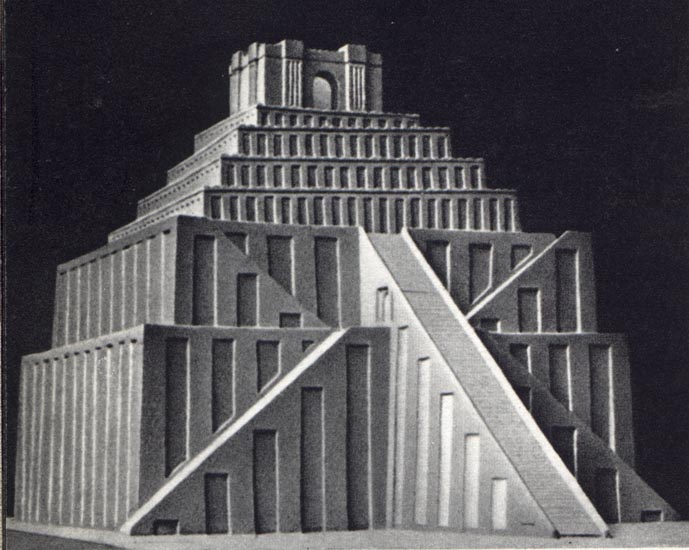
معبد سومري

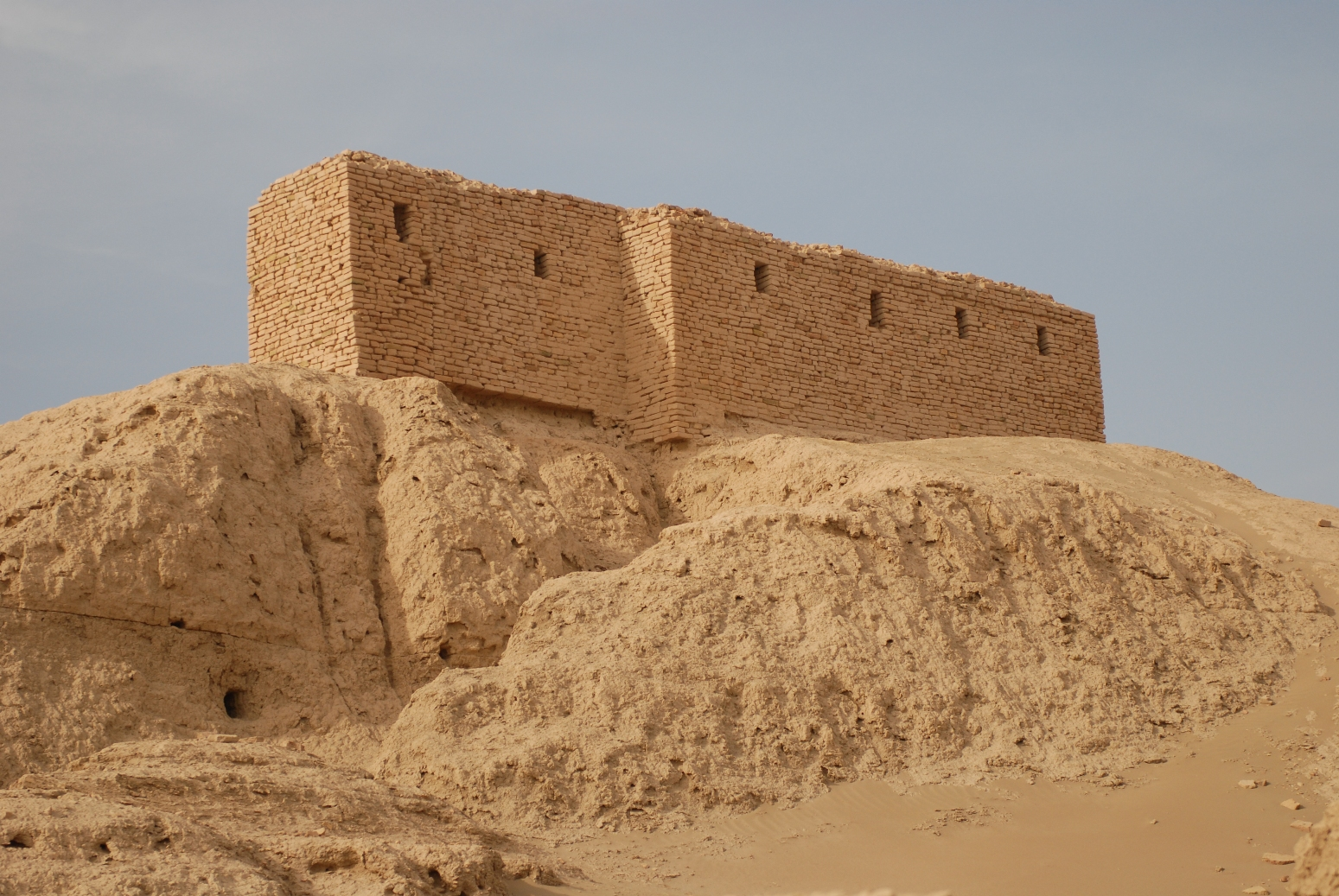
آثار معبد في نيبور

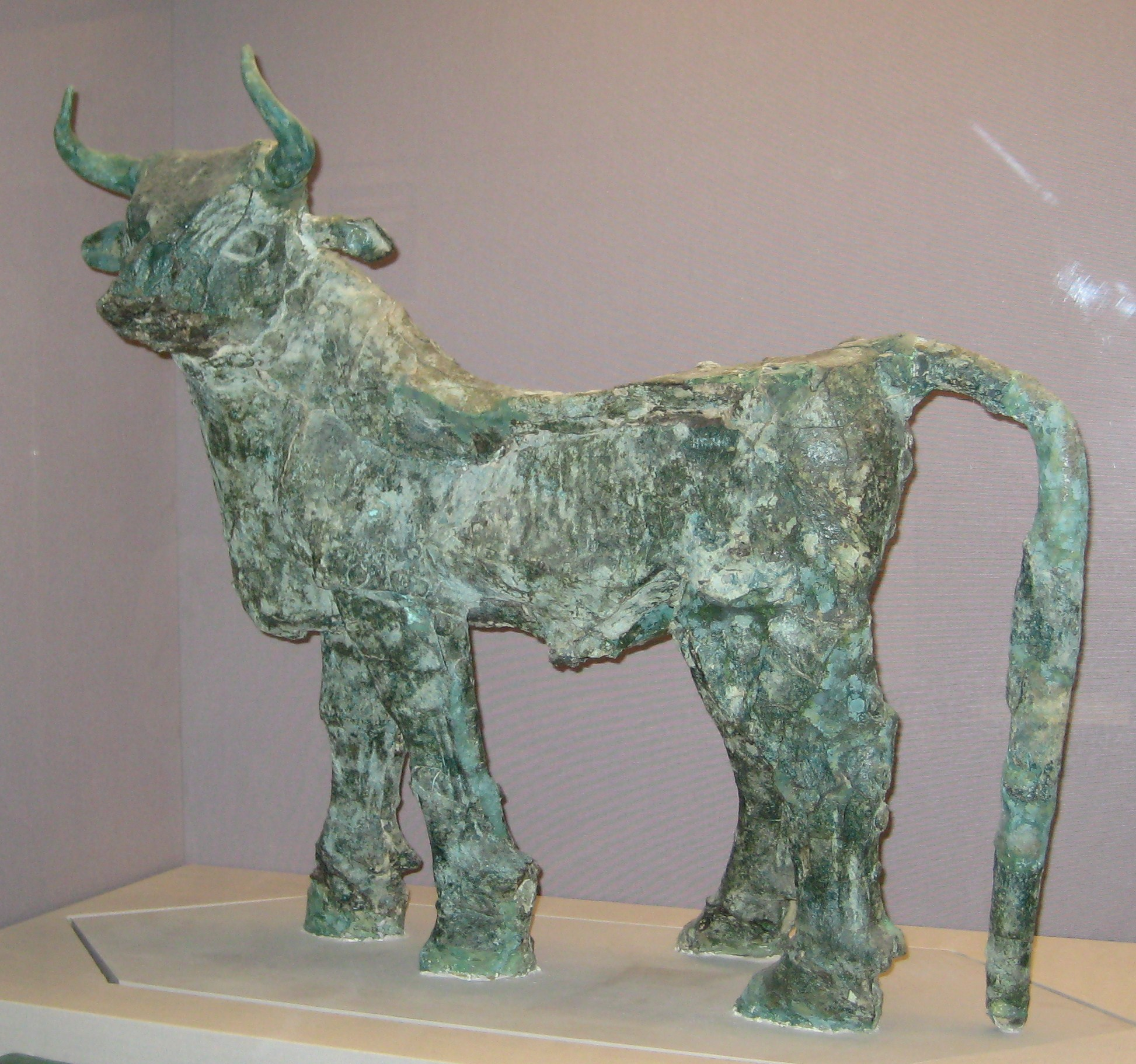
شكل نحاسي لثور من معبد نينهورساغ، تل العبيد، جنوب العراق، حوالي 2400-2600 ق. م

ترنيمة معبد كِش أو طقوس نينتود أو طقوس نينتود على خلق الرجل والمرأة هي نصوص سومرية، كتبت على ألواح طينية تعود لحوالي 2600 ق. م. وبذلك تعد مع تعاليم شوروباك أقدم الآداب الباقية في العالم. 

## التجميع
اكتشفت أجزاء النص في قائمة متحف الآثار والأنثروبولوجيا في جامعة بنسيلفانيا للقسم البابلي (CBS) من تنقيباتهم الأثرية في مكتبة المعبد في نيبور. نشر هوغو راداو أحد أجزاء النص ذات الرقم 11876 المكتشف ضمن لوح (CBS) لأول مرة ضمن «نصوص سومرية متنوعة» (بالإنجليزية: Miscellaneous Sumerian Texts)‏ رقم 8 عام  1909. وترجم ستيفان لانغدون جزء راداو عام 1915. ونشر لانغدون ترجمة لموشور سومري مخرق ذات أربع أوجه من نيبور (قياس 4×4×4×4 إنش، 10×10×10×10 سم) محفوظ في المتحف الأشمولي في أوكسفورد عام 1913 (رقم 1911-405) في «طقوس دينية بابلية» (بالإنجليزية: Babylonian Liturgies)‏، يحوي الموشور حوالي 145 سطر في ثمانية أقسام وهو مشابه لترتيلة إنليل أطلق عليها لانغدون «طقس لنِنتود، إلهة الخلق»، وقد لاحظ أن كل قسم ينتهي بنفس اللازمة، وقد فسرها كإشارة «لخلق الرجل والمرأة، آدم وحواء التوراتيين». ثم ترجم بعدها لانغدون جزئين آخرين في أعوام 1914 و1917.
تطورت الأسطورة بإضافة الجزء CBS 8384 الذي ترجمه جورجي آرون بارتون عام 1918 ونشر أول مرة بوصفها «نصوص دينية سومرية» في منشورات «النقوش البابلية المتنوعة» (بالإنجليزية: Miscellaneous Babylonian Inscriptions)‏ الرقم أحد عشر تحت عنوان «جزء مما يسمى 'طقس ديني لنِنتود'» "A Fragment of the so-called 'Liturgy to Nintud، وقد كانت أبعاد اللوح في أثخن نقطة (5.25×2.4×1.2 إنش، 13.3×6.1×3 سم)، وقد تضمن لوح بارتون تسعة أقسام كان قادرًا على ترجمة الأقسام الرابع والخامس والسادس منها. وقد حاجج بارتون للتخلي عن عنوان الأسطورة الفرعي «خلق الإنسان» زاعمًا: «حتى الآن وكما يرى الكاتب، لا يوجد في النص أي تلميح لخلق الإنسان.» وأشار فقط للتلميح إلى الإلهة التي أسماها نِنتو «أم البشر»، وقال: «كما هو واضح فإن النص يحتفل بوضع بلدة بدائية ما (أو مبكرة جدًا)؛ ومن الممكن إنشاء ونمو هذه المدينة، ولكننا لا نستطيع أن نؤكد شيئًا أكثر من ذلك بثقة.» 
نشر إدوارد تشيرا [الإنجليزية] عام 1929 ترجمة اللوح CBS 6520 في «نصوص معجمية سومرية» (بالإنجليزية: Sumerian Lexical Texts)‏، ثم نشر بعدها ترجمة لثلاثة ألواح أخرى -CBS 7802, CBS 13625, CBS 14153- في «أساطير وملاحم سومرية» (بالإنجليزية: Sumerian Epics and Myths)‏، ثم ظهرت ترجمات أخرى لألواح من مجموعة نيبور من متحف إسطنبول للآثار (Ni)، وقد ترجم تشيرا الرقم Ni 2402 في «نصوص دينية سومرية» عام 1924. وقد عمل كل من هيرمان فولراث هيلبرخت [الإنجليزية] وصموئيل نوح كريمر ضمن آخرين على ترجمة نصوص أخرى من مجموعة إسطنبول من ضمنهاNi 4371, 4465, 4555, 9773, 4597, 9649, 9810, 9861, 9903. والمصادر الأخرى للأسطورة هي لوح محفوظ في متحف اللوفر في باريس، رقم AO 6717، وأخرى محفوظة في المتحف الأشمولي برقم 478-1929، والمتحف البريطاني رقم 115798 ومتحف والترز رقم 48.1802، المسمى سابقًا «موشور داود»، ثم اكتشفت ألواح أخرى تتضمن النص في إيسن في إيشان البحريات الحالية، وأخرى اكتشفتها بعثة هنري دي غينويلاك الأثرية في كيش (B 150) وبعثة جان بيرروت الأثرية في شوشان، واكتشف السير تشارلز ليونارد وولي ألواح إضافية في أور وقد ضمنت في «نصوص تنقيبات أور الأثرية» (بالإنجليزية: Ur excavations texts)‏ من عام  1928. استخدمت ألواح ونسخ أخرى للوصول بالأسطورة إلى شكلها الحالي بالإضافة إلى النص المجمع الأخير لميغيل سيفل من العام 1992، مع آخر ترجمة لجين غراغ من العام 1969 وليواكيم كرتشر من العام 1966. وقد وصفت غراغ النص قائلة: «واحد من أفضل نصوص الآداب المحفوظة التي لدينا من الفترة البابلية القديمة». 
ترجم روبرت د. بِغز نسخة قديمة إستثنائية من الترتيلة من تل أبو صلابيخ. وأرخ هذه النسخة بحدود عام 2600 ق. م اعتمادا على التشابهات مع ألواح وجدت في شوروباك وقد أرخها أنتون ديمر بحدود الفترة نفسها تقريبا في العشرينات من القرن العشرين. ومن خلال عملية قياس الكربون المشع التي تمت لاحقًا على عينات أخذت من تل أبو صلابيخ قدر تاريخها بحوالي 2550-2520 ق. م، ومع ذلك فإن الإطار الزمني كان أحدث قليلا من الذي افترضه بِغز. وقد ميز بِغز اختلافات متعددة في الكتابة المسمارية القديمة: «كانت النصوص الأدبية لهذه الفترة غير متمايزة لفترة طويلة لحقيقة كونها تعرض عوائق هائلة للفهم»، وقد اقترح أنه من الممكن أن تكون أبو صلابيخ هي موقع كِش، ومع ذلك أشار إلى أنها ليست قرب أداب كما وصفت، وأن كِش قد تكون تهجئة مختلفة لكيش (Kish,Kesh). وقد ناقش كيف حفظت الترتيلة لفترة طويلة في نصوص نيبور اللاحقة قائلا: «مع أن نسخ أبو صلابيخ أبكر تقريبا بثمانية قرون من النسخ المعروفة سابقا، فإنه وبشكل مفاجيء يوجد مقدار تغيير صغير (باستثناء قواعد الكتابة) بينهم.  وهكذا فإن النسخة البابلية القديمة ليست إبداعا لكاتب بابلي قديم مستخدما مادة أقدم، بل إنعكاس أمين لنص كان مثبتا لقرون في التقاليد الأدبية السومرية.» وقد اقترح بِغز: «أن أعمالا تقليدية أخرى في الأدب قد تعود في شكلها الأساسي إلى الثلث الأخير من الألفية الثالثة ق. م على الأقل.»

## الإنشاء
أشار إليها فيكتور هورويتز "Victor Hurowitz" كـ «ترتيلة مبنى معبد كِش» واقترح أن الترتيلة تبدأ بوصف وتمجيد إنليل لمدينة كِش واختيارها وتأسيسه للإكور (المكافيء السومري لجبل أوليمبوس)، كما ناقش كتابة إلهة أخرى  للترتيلة اسماها نيسابا، وقد علقت صابرينا ب. رامت "Sabrina P. Ramet" على وجود ودور نيسابا (أو نيدابا) في تأسيس المعبد، وقد أشارت إليها كـ «إلهة النبات والكتابة والأدب متضمنا النصوص الفلكية، وإلهة» بيت الفهم«(على الغالب الذكاء) والعارفة بأسرار الأرقام (الأعمق)». سجلت نيسابا الأحداث وهيأت «نسخة قياسية» للأحداث كما حدثت فعلا. وقد لاحظ تشاربن وتود "Charpin and Todd" العلاقة بين إنليل ونيسابا (مشابهة للعلاقة بين يهوه وموسى) حيث أن النصوص من أعمال الآلهة التي أوجدتها ونقلتها للبشر معطية الأدب صفة الشرعية. 
تواصل الأسطورة لتصف شعائر المعبد المقدسة المكرسة وتشرح أن الانوناكي كانوا هم أسياد المعبد، وقد اقترح أن الترنيمة تذكر «أشياء وضعت في المعبد حين تم إنشاؤه.» وفي ترجمته للمقدمة: 
تتألف الترنيمة من 134 سطر قسمت سابقًا إلى ثمان أغان أو «بيوت» أو «معابد»، تنتهي كل منها بالأسئلة البلاغية الثلاثة التي تناقش مولد آسغي الابن المحارب لِننتود:
تصف الأسطر من واحد حتى إحدى وعشرون انتخاب وتمجيد كِش كما سجلت نيسابا، تشبه الأسطر من إثنين وعشرون حتى أربعون المعبد بالقمر في السماء والذي يحمي مصادر الحياة لسومر وأبعادها الكونية المحيطة بالعالم، تعطي الأسطر من خمسة وأربعون حتى سبعة وخمسون وصفا تشبيهيا لوصول المعبد إلى السماء ورحيله إلى العالم الأسفل معًا، وتصف الأسطر من ثمانية وخمسون حتى ثلاثة وسبعون تعقيدات المعبد مع الكميات الكبيرة من الثيران والأغنام. شبه المعبد بالأشجار التي استخدمت أخشابها في بنائه، ووصفت آلهة ووظائف المعبد ومجدت في تكريس المعبد مع أجزاء مختلفة من وصف المعبد: مظهره الداخلي والخارجي وبوابته وساحته وبابه وجدرانه، وتنتهي الأسطورة باستنتاج للتقرب من المعبد.
تناقش أعمال واين هورويتز "Wayne Horowitz" من خلال ترجمة غراغ "Gragg" ذكر الأبزو في الأسطورة حيث قال أنه «يظهر كإسم للمياه الكونية تحت سطح الأرض في الأدب السومري.»
تصف الترجمة الأخيرة مؤلفي الأسطورة والجغرافيا والخصائص:
ترجم بارتون "Barton" أفعال الأنوناكي في المعبد وحوله:
اقترح جيرمي بلاك "Jeremy Black" أن الترتيلة تصف تماثيل الثيران أو الأسود التي وضعت على مداخل المعابد، «يوجد أمام معبد كِش (شيء) على هيئة أسود مجنحة واقفة، و (شيء) على هيئة ثيران برية (بيضاء) تقف مواجهة الصحراء»، وتصف الترتيلة الموسيقى التي عزفت في المعبد حتى النهاية بالطبول والصوت الخشن لقرن الثور في مراسم المعبد «صنع قرن الثور ليهدر، وصنعت أداة  الألغارسورا (algarsura) لتشكيل الأصوات المكتومة». كما اقترح صاموئيل نوح كريمر "Samuel Noah Kramer" أن الآلات الموسيقية المذكورة في الترتيلة كانت تستخدم للعزف المصاحب. وقد افترض أن التيغي "tigi" قد تكون ترتيلة مصحوبة بعزف القيثار، وأن الإرشيمّا "irshemma" قد تكون ترتيلة مصحوبة بنوع من الطبول، وأن الآداب "adab" قد تكون ترتيلة مصحوبة بشكل آخر من الآلات الوترية.
تختتم الترتيلة بتذكير مكرر أربع مرات اقترح بأنه تحذير وتوسل في نفس الوقت للوجود اللإلهي في المعبد. وهذا التكافؤ بين المعابد المتقاربة قد أثر بشكل مثير للفضول في تطور الغموضية اليهودية والمسيحية.
اقترح أ. ر. جورج "A.R. George" أن هذا النوع من التراتيل «يمكن أن يدمج في مقطوعات أطول كتأبين نيبور وإيكور التي تشكل جزءًا كبيرًا من ترتيلة إنليل المعروفة جيدًا وترتيلة المعابد في أور التي تقدم ترتيلة شولغي».

## مناقشة
اقترح ستيفن لانغدون "Stephen Langdon" أن الترتيلة تقدم دليلًا على النظرة اللاهوتية السومرية حيث خلق إنليل ونينليل الإنسان والمخلوقات الحية، وقد لاحظ أن الإلهة الرئيسية في كِش ننتود هي «شكل لإنليل في نيبور: بكلمات أخرى هي نينليل كِش، حيث شدد على شخصيتها كإلهة للإنجاب.» وقد لاحظ بناءً على مراقبة تيوفيليوس ج. بنتشز "Theophilus G. Pinches" أن نينليل أو بيلت إيلاني «سيدة الآلهة» لديها سبعة أسماء مختلفة (مثل ننتود، ننهورساج، نينما، الخ.) لسبعة أماكن مختلفة، وقد ناقش أيضًا مكان كش الذي يبدو قريبًا من كيش إلى الشرق من بابل وقد دعى معبد كش إكيسيغا "Ekisigga"، وقد لاحظ ريموند دي هوب "Raymond de Hoop" تشابهات بين تراتيل معبد سومري والفصل التاسع والأربعين من سفر التكوين في الكتاب المقدس (سفر التكوين 49: 1-28). وقد لاحظ تقاربًا نحويًا جديرًا بالملاحظة وتماثلا في الاستعارات عند التكلم عن يوسف ويهوذا مثل «الأمير المقدر عاليًا» (سفر التكوين 49:8)، و«نمر يستولي على الفريسة» (سفر التكوين 49:9)، و«ثور بري عظيم/ثور بري» (سفر التكوين 49:22)، و«بذرة للمقود الذي أحدثه ثور بري» (سفر التكوين 49:22). وقد لاحظ جيرمي بلاك "Jeremy Black" أن كِش لم تعد مستوطنة رئيسية في زمن النسخ البابلية المتأخرة ولكنه افترض أن معبد نِنتود كان ما يزال مستمرًا في أداء وظائفه. وقد لاحظ ولفرِد ج. لامبرت "Wilfred G. Lambert" أن العديد من الملوك قد بنوا معابد وصوامع مكرسة لنِنهورساج، ولكن معبد كِش المقدس «كان مركز عبادة الإلهة منذ فترة السلالات المبكرة وحتى السلالة البابلية القديمة؛ ثم فقد أهميته بعد هذه الفترة».

## راجع أيضًا
- مرثاة أور
- أساطير سومرية
- أدب سومري